# Pepe Julian Onziema
Pepe Julian Onziema né le 30 novembre 1980 est un militant ougandais trans qui milite pour les droits LGBT. Il travaille pour l'organisation Sexual Minorities Uganda (SMUG).

## Biographie
Il a commencé son travail d'activiste en 2004 et a été arrêté deux fois. Il a organisé des défilés Gay Pride en Ouganda.
En 2012, il a été nommé Global Citizen par la Fondation Clinton pour son travail en tant que militant des droits de l'homme. Il été invité le 18 decembre 2012 sur l'émission télévisé ougandaise Morning Breeze avec le pasteur et activiste anti-gay Martin Ssempa. L'interview en elle-même à par ailleurs diffusé sur le Web en tant que mème Internet et nommé Why Are You Gay? (Pourquoi Êtes-Vous Gay?) basé sur la toute première question du présentateur Simon Kaggwa Njala.
En 2013, il a été sélectionné pour le David Kato Vision and Voice Award.
En 2014, il a été interviewé par John Oliver dans son Last Week Tonight sur la situation des individus LGBT en Ouganda, dont ce dernier à fait référence a la fameuse interview du Morning Breeze. Stonewall a choisi Onziema comme héros de l'année.